# Dyskografia Jonas Brothers
To jest oficjalna dyskografia amerykańskiego zespołu Jonas Brothers.

## Dyskografia

### Albumy studyjne
| Rok  | Album | Pozycje na listach przebojów | Pozycje na listach przebojów | Pozycje na listach przebojów | Pozycje na listach przebojów | Pozycje na listach przebojów | Pozycje na listach przebojów | Pozycje na listach przebojów | Pozycje na listach przebojów | Pozycje na listach przebojów | Pozycje na listach przebojów | Pozycje na listach przebojów | Pozycje na listach przebojów | Sprzedaż         | Certyfikat                                                                                   |
| Rok  | Album | USA                          | CAN                          | BRA                          | MEX                          | IRL                          | ITA                          | GER                          | ESP                          | FRA                          | BEL                          | UK                           | AUS                          | Sprzedaż         | Certyfikat                                                                                   |
| ---- | --- | ---------------------------- | ---------------------------- | ---------------------------- | ---------------------------- | ---------------------------- | ---------------------------- | ---------------------------- | ---------------------------- | ---------------------------- | ---------------------------- | ---------------------------- | ---------------------------- | ---------------- | -------------------------------------------------------------------------------------------- |
| 2006 | It’s About Time - Wydany: 8 sierpnia 2006 - Format: CD, digital download - Wytwórnia: Columbia Records                | 91                           | —                            | —                            | —                            | —                            | —                            | —                            | —                            | —                            | —                            | —                            | —                            | - USA: 123.000   |                                                                                              |
| 2007 | Jonas Brothers - Wydany: 7 sierpnia 2007 - Format: CD, digital download - Wytwórnia: Hollywood Records                | 5                            | 19                           | 3                            | 3                            | 14                           | 10                           | 19                           | 5                            | 21                           | 7                            | 9                            | 43                           | - USA: 2.409.000 | - RIAA: 2xPlatynowy - BPI: Złoty - IRMA: Złoty - MC: Złoty - ZPAV: Złoty                     |
| 2008 | A Little Bit Longer - Wydany: 12 sierpnia 2008 - Format: CD, digital download - Wytwórnia: Hollywood Records          | 1                            | 1                            | 18                           | 3                            | 15                           | 2                            | 25                           | 3                            | —                            | —                            | 19                           | 13                           | - USA: 2.082.000 | - RIAA: 2xPlatynowy - BPI: Złoty - IRMA: Złoty - MC: 2xPlatynowy - RMNZ: Złoty - ZPAV: Złoty |
| 2009 | Lines, Vines And Trying Times - Wydany: 16 czerwca 2009 - Format: CD, digital download - Wytwórnia: Hollywood Records | 1                            | 1                            | 9                            | 6                            | 7                            | 1                            | —                            | 1                            | 3                            | 5                            | 1                            | —                            | - USA: 757.000   | - RIAA: Platynowy - BPI: Srebrny - FIMI: Złoty - IRMA: Złoty - MC: Platynowy - RMNZ: Złoty   |
| 2019 | Happiness Begins - Wydany: 7 czerwca 2019 - Format: CD, digital download - Wytwórnia: Republic Records                | 1                            | 1                            | —                            | —                            | 4                            | 28                           | 17                           | 3                            | —                            | 8                            | 2                            | 3                            | - USA: 357.000   | - RIAA: Złoty - ZPAV: Złoty                                                                  |

### Albumy koncertowe
| 2009 | Music from the 3D Concert Experience - Wydany: 24 lutego 2009 - Format: CD, digital download - Wytwórnia: Hollywood Records | 3   | 74 | 97 | 9 | 38 | 32 |
| 2009 | Live: Walmart Soundcheck - Wydany: 10 listopada 2009 - Format: CD, digital download - Wytwórnia: Hollywood Records          | 139 | —  | —  | — | —  | —  |
| 2013 | LiVe - Wydany: 26 listopada 2013 - Format: digital download - Wytwórnia: Jonas                                              | —   | —  | —  | — | —  | —  |

### Kompilacje
| Rok  | Album |
| ---- | --- |
| 2019 | Music from Chasing Happiness - Wydany: 9 maja 2019 - Format: CD, digital download - Wytwórnia: Republic Records |

### Ścieżki dźwiękowe
| Rok  | Album | Pozycje na listach przebojów | Pozycje na listach przebojów | Pozycje na listach przebojów | Pozycje na listach przebojów | Pozycje na listach przebojów | Pozycje na listach przebojów | Pozycje na listach przebojów | Pozycje na listach przebojów | Pozycje na listach przebojów | Certyfikat                                                    |
| Rok  | Album | USA                          | AUS                          | BEL                          | CAN                          | GER                          | ITA                          | NOR                          | ESP                          | UK                           | Certyfikat                                                    |
| ---- | --- | ---------------------------- | ---------------------------- | ---------------------------- | ---------------------------- | ---------------------------- | ---------------------------- | ---------------------------- | ---------------------------- | ---------------------------- | ------------------------------------------------------------- |
| 2008 | Camp Rock - Wydany: 17 czerwca 2008 - Format: CD, digital download - Wytwórnia: Walt Disney Records                   | 3                            | 13                           | 3                            | 2                            | 9                            | 1                            | 10                           | 2                            | 3                            | - RIAA: Platynowy - SNEP: Złoty - RIANZ: Złoty - BPI: Srebrny |
| 2010 | Jonas L.A. - Wydany: 20 lipca 2010 - Format: CD, digital download - Wytwórnia: Hollywood Records                      | 7                            | —                            | 59                           | 10                           | —                            | 32                           | —                            | 51                           | 105                          |                                                               |
| 2010 | Camp Rock 2: The Final Jam - Wydany: 10 sierpnia 2010 - Format: CD, digital download - Wytwórnia: Walt Disney Records | 3                            | 58                           | 10                           | 4                            | 28                           | 2                            | 28                           | 4                            | —                            | - RIAA: Złoty                                                 |

## Single

### Główny artysta
| Rok                            | Tytuł                                        | Pozycje na listach przebojów | Pozycje na listach przebojów | Pozycje na listach przebojów | Pozycje na listach przebojów | Pozycje na listach przebojów | Pozycje na listach przebojów | Pozycje na listach przebojów | Pozycje na listach przebojów | Pozycje na listach przebojów | Pozycje na listach przebojów | Certyfikat | Album                         |
| Rok                            | Tytuł                                        | USA                          | USA Pop                      | AUS                          | BEL                          | CAN                          | GER                          | IRL                          | ITA                          | NZL                          | UK                           | Certyfikat | Album                         |
| ------------------------------ | -------------------------------------------- | ---------------------------- | ---------------------------- | ---------------------------- | ---------------------------- | ---------------------------- | ---------------------------- | ---------------------------- | ---------------------------- | ---------------------------- | ---------------------------- | --- | ----------------------------- |
| 2005                           | „Mandy”                                      | —                            | —                            | —                            | —                            | —                            | —                            | —                            | —                            | —                            | —                            | | It’s About Time               |
| 2007                           |                                              |                              |                              |                              |                              |                              |                              |                              |                              |                              |                              | |                               |
| „Year 3000”                    | 31                                           | —                            | 72                           | —                            | —                            | —                            | —                            | —                            | —                            | —                            |                              | Jonas Brothers |                               |
| „Hold On”                      | 52                                           | —                            | —                            | 26                           | —                            | —                            | —                            | —                            | —                            | 106                          |                              | Jonas Brothers |                               |
| „S.O.S.”                       | 17                                           | 24                           | 47                           | 8                            | 50                           | 26                           | 14                           | 29                           | —                            | 13                           |                              | Jonas Brothers |                               |
| „When You Look Me In The Eyes” | 25                                           | 16                           | 46                           | —                            | 30                           | —                            | —                            | —                            | —                            | 30                           |                              | Jonas Brothers |                               |
| 2008                           | „Play My Music”                              | 20                           | —                            | 71                           | —                            | 22                           | —                            | —                            | 35                           | —                            | 57                           | | Camp Rock                     |
| 2008                           | „Burnin’ Up”                                 | 5                            | 12                           | 31                           | —                            | 14                           | 35                           | 21                           | 16                           | —                            | 30                           | - USA: 2xPlatynowy - AUS: Złoty | A Little Bit Longer           |
| 2008                           | „Lovebug”                                    | 49                           | 29                           | 94                           | —                            | 45                           | —                            | —                            | —                            | —                            | 92                           | | A Little Bit Longer           |
| 2008                           | „Tonight”                                    | 8                            | —                            | 97                           | —                            | 13                           | —                            | —                            | —                            | —                            | —                            | | A Little Bit Longer           |
| 2009                           | „Paranoid”                                   | 37                           | 27                           | 60                           | —                            | 37                           | 65                           | 27                           | 46                           | —                            | 56                           | | Lines, Vines and Trying Times |
| 2009                           | „Fly with Me”                                | 83                           | —                            | —                            | —                            | —                            | 89                           | —                            | —                            | —                            | 166                          | | Lines, Vines and Trying Times |
| 2013                           | „Pom Poms”                                   | 60                           | —                            | —                            | —                            | 57                           | —                            | —                            | 56                           | —                            | —                            | | LiVe                          |
| 2013                           | „First Time”                                 | —                            | 34                           | —                            | —                            | —                            | —                            | —                            | —                            | —                            | —                            | | LiVe                          |
| 2019                           | „Sucker”                                     | 1                            | 1                            | 1                            | 9                            | 1                            | 20                           | 2                            | 35                           | 1                            | 4                            | - USA: 3xPlatynowy - AUS: 5xPlatynowy - UK: Platynowy - GER: Złoty - ITA: Platynowy - CAN: 5xPlatynowy - NZL: Platynowy - POL: 3xPlatynowy | Happiness Begins              |
| 2019                           | „Cool”                                       | 27                           | 10                           | 54                           | —                            | 34                           | —                            | 27                           | —                            | —                            | 39                           | - RIAA: Platynowy - ARIA: Złoty - MC: Platynowy                                                                                            | Happiness Begins              |
| 2019                           | „Only Human”                                 | 18                           | 3                            | 38                           | 10                           | 18                           | —                            | 30                           | —                            | 35                           | 64                           | - RIAA: Platynowy - ARIA: 2xPlatynowy - BPI: Srebrny - FIMI: Złoty - MC: 2xZłoty - BEL: Złoty - ZPAV: Platynowy                            | Happiness Begins              |
| 2019                           | „Like It’s Christmas”                        | 44                           | —                            | —                            | —                            | 60                           | 46                           | 63                           | —                            | —                            | 53                           | - ZPAV: Złoty | bez albumu                    |
| 2020                           | „What a Man Gotta Do”                        | 16                           | 14                           | 22                           | 21                           | 19                           | 67                           | 18                           | —                            | 31                           | 22                           | - RIAA: Platynowy - ARIA: Platynowy - BPI: Złoty - MC: Złoty - BEA: Złoty - ZPAV: Złoty                                                    | bez albumu                    |
| 2020                           | „X” (ft. Karol G)                            | 33                           | 21                           | —                            | 19                           | 42                           | —                            | 71                           | —                            | —                            | 82                           | - MC: Złoty - ZPAV: Złoty | bez albumu                    |
| 2020                           | „Five More Minutes”                          | —                            | —                            | —                            | —                            | —                            | —                            | —                            | —                            | —                            | —                            | | bez albumu                    |
| 2020                           | „I Need You Christmas”                       | —                            | —                            | —                            | —                            | 88                           | —                            | 77                           | —                            | —                            | 86                           | | bez albumu                    |
| 2021                           | „Leave Before You Love Me” (oraz Marshmello) | 31                           | 16                           | 27                           | 47                           | 19                           | —                            | 37                           | —                            | —                            | 28                           | - ZPAV: 2x Platynowy | bez albumu                    |
| 2021                           | „Remember This”                              | —                            | —                            | —                            | —                            | —                            | —                            | —                            | —                            | —                            | —                            | | bez albumu                    |

### Inne single
| Rok  | Tytuł                                   | Pozycja na liście przebojów | Pozycja na liście przebojów | Pozycja na liście przebojów | Soundtrack   |
| Rok  | Tytuł                                   | U.S.                        | U.S. Pop                    | BRA                         | Soundtrack   |
| ---- | --------------------------------------- | --------------------------- | --------------------------- | --------------------------- | ------------ |
| 2006 | "Poor Unfortunate Souls"                | -                           | -                           | -                           | Mała Syrenka |
| 2008 | "We Rock" (Jako część obsady Camp Rock) | 33                          | -                           | -                           | Camp Rock    |
| 2008 | "Play My Music"                         | 20                          | 26                          | -                           | Camp Rock    |
| 2008 | "This Is Me" (Demi Lovato i Joe Jonas)  | 9                           | 22                          | 91                          | Camp Rock    |
| 2008 | "Gotta Find You" (Joe Jonas)            | 30                          | -                           | -                           | Camp Rock    |

### Inne znaczące piosenki
| Rok  | Piosenka              | Miejsce na liście przebojów | Miejsce na liście przebojów | Miejsce na liście przebojów | Płyta                      |
| Rok  | Piosenka              | US Hot                      | US Pop                      | US Digital                  | Płyta                      |
| ---- | --------------------- | --------------------------- | --------------------------- | --------------------------- | -------------------------- |
| 2008 | "Can’t Have You"      | 101                         | —                           | 57                          | A Little Bit Longer        |
| 2008 | "Got Me Going Crazy"  | 108                         | —                           | 68                          | A Little Bit Longer        |
| 2008 | "Video Girl"          | 114                         | 81                          | —                           | A Little Bit Longer        |
| 2008 | "Shelf"               | 118                         | 84                          | —                           | A Little Bit Longer        |
| 2008 | "Sorry"               | 120                         | —                           | —                           | A Little Bit Longer        |
| 2008 | "One Man Show"        | —                           | 88                          | —                           | A Little Bit Longer        |
| 2008 | "BB Good"             | 88                          | 60                          | 39                          | A Little Bit Longer        |
| 2008 | "Pushin' Me Away"     | 16                          | 27                          | 2                           | A Little Bit Longer        |
| 2008 | "A Little Bit Longer" | 11                          | 23                          | 3                           | A Little Bit Longer        |
| 2009 | "Love Is on Its Way"  | 84                          | —                           | 55                          | Jonas Brothers: Koncert 3D |

### Współpraca
| Rok  | Piosenka           | Artysta     | Płyta                               |
| ---- | ------------------ | ----------- | ----------------------------------- |
| 2007 | "We Got the Party" | Miley Cyrus | Hannah Montana 2: Rock Star Edition |
| 2008 | "This Is Me"       | Demi Lovato | Camp Rock                           |
| 2008 | "On The Line"      | Demi Lovato | Don't Forget                        |

### Covery
| Rok  | Tytuł                     | Oryginalny wykonawca |
| ---- | ------------------------- | -------------------- |
| 2005 | "6 Minutes"               | Lyte Funky Ones      |
| 2005 | "What I Go to School For" | Busted               |
| 2006 | "Year 3000"               | Busted               |
| 2006 | "Poor Unfortunate Souls"  | Pat Carroll          |
| 2007 | "Kids of the Future"      | Kim Wilde            |
| 2007 | "I Wan'na Be Like You"    | Louis Prima          |
| 2008 | "Take on Me"              | A-Ha                 |
| 2008 | "Hello, Goodbye"          | The Beatles          |
| 2008 | "I’m Gonna Getcha Good"   | Shania Twain         |
|      | "7 Things"                | Miley Cyrus          |

## Teledyski
| Rok  | Tytuł                                         | Płyta                                           |
| ---- | --------------------------------------------- | ----------------------------------------------- |
| 2005 | "Mandy"                                       | It’s About Time                                 |
| 2006 | "Year 3000"                                   | It’s About Time                                 |
| 2006 | "Poor Unfortunate Souls"                      | Mała Syrenka Soundtrack                         |
| 2006 | "The Chosen One" (Amerykański smok Jake Long) |                                                 |
| 2007 | "Kids of the Future"                          | Rodzinka Robinsonów Soundtrack i Jonas Brothers |
| 2007 | "Hold On"                                     | Jonas Brothers                                  |
| 2007 | "SOS"                                         | Jonas Brothers                                  |
| 2007 | "I Wanna Be Like You"                         | DisneyMania 5 i Księga dżungli Soundtrack       |
| 2007 | "That’s Just the Way We Roll"                 | Jonas Brothers                                  |
| 2008 | "When You Look Me In The Eyes"                | Jonas Brothers                                  |
| 2008 | "Burnin’ Up"                                  | A Little Bit Longer                             |
| 2008 | "Lovebug"                                     | A Little Bit Longer                             |
| 2009 | "Tonight"                                     | Jonas Brothers: Koncert 3D                      |
| 2009 | "Love Is On Its Way"                          | Jonas Brothers: Koncert 3D                      |
| 2009 | "BB Good"                                     | Jonas Brothers: Koncert 3D                      |
| 2009 | "Paranoid"                                    | Lines, Vines and Trying Times                   |
| 2010 | "LA Baby"                                     | Jonas Brothers: Koncert 3D                      |
| 2010 | "Love Is On Its Way"                          | Jonas Brothers: Koncert 3D                      |
| 2010 | "BB Good"                                     | Jonas Brothers: Koncert 3D                      |
| 2010 | "Feelin' alive"                               | Lines, Vines and Trying Times                   |

## Wystąpili na albumach
| Rok  | Piosenka             | Artysta     | Płyta        |
| ---- | -------------------- | ----------- | ------------ |
| 2008 | "La La Land"         | Demi Lovato | Don't Forget |
| 2008 | "Get Back"           | Demi Lovato | Don't Forget |
| 2008 | "On the Line"        | Demi Lovato | Don't Forget |
| 2008 | "Don't Forget"       | Demi Lovato | Don't Forget |
| 2008 | "Gonna Get Caught"   | Demi Lovato | Don't Forget |
| 2008 | "Two Worlds Collide" | Demi Lovato | Don't Forget |

## Trasy koncertowe
- 2005: Jonas Brothers Fall 2005 Promo Tour
- 2005: Cheetah-licious Christmas Tour (support)
- 2006: Jonas Brothers American Club Tour
- 2007: Marvelous Party Tour
- 2007–2008: Best of Both Worlds Tour (support)
- 2008: Look Me in the Eyes Tour
- 2008: The Best Damn tour (support)
- 2008: Burning Up Tour
- 2009: Światowa trasa Jonas Brothers